# Avon Inflatables
Pour les articles homonymes, voir Avon.
Avon Inflatables est une marque britannique de bateaux semi-rigides ou Rigid-hulled inflatable boat
Cette marque est la propriété du groupe Zodiac Marine and Pool.